# 富士学林大学科
富士学林大学科（ふじがくりんだいがくか）は、東京都渋谷区西原にある日蓮正宗系の教育機関。1988年（昭和63年）4月設立。名称に「大学」を含むが、文部科学省が認可する正規の大学ではない。

## 教育・研究機関

### 富士学林
- 大学科（法教院・東京都渋谷区） - 1988年（昭和63年）に開設。日蓮正宗非教師僧侶の養成機関。
- 研究科 - 日蓮正宗教師僧侶の研究・研鑽機関。

### 日蓮正宗教学研鑽所
2012年（平成24年）8月18日に開設。日蓮正宗の伝統法義の護持宣揚、教学の振興および布教の進展に必要な研鑚をおこなう専門機関。